# Фелпке (Саксонија Анхалт)
Фелпке (њем. Völpke) град је у њемачкој савезној држави Саксонија-Анхалт. Једно је од 35 општинских средишта округа Берде. Према процјени из 2010. у граду је живјело 1.532 становника. Посједује регионалну шифру (AGS) 15083515, NUTS (DEE07) и LOCODE (DE VPK) код.

## Географски и демографски подаци
Фелпке се налази у савезној држави Саксонија-Анхалт у округу Берде. Град се налази на надморској висини од 149 метара. Површина општине износи 17,2 km². У самом граду је, према процјени из 2010. године, живјело 1.532 становника. Просјечна густина становништва износи 89 становника/km².